# Maison de danses au far-west
Pour plus de détails, voir Fiche technique et Distribution.
Maison de danses au far-west (Hell Morgan's Girl) est un film muet américain réalisé par Joseph De Grasse et sorti en 1917. Le film est réputé perdu.

## Fiche technique
- Titre original : Hell Morgan's Girl
- Réalisation : Joseph De Grasse
- Scénario : Ida May Park, d'après une histoire de Harvey Gates
- Chef-opérateur : King D. Gray
- Date de sortie : États-Unis : 5 mars 1917

## Distribution
- Dorothy Phillips : Lola
- William Stowell : Roger Curwell
- Lon Chaney : Sleter Noble
- Lillian Rosine : Olga
- Joseph W. Girard : Oliver Curwell
- Alfred Allen : Hell Morgan